# Парны
Парны (апарны, др.-греч. Πάρνοι) — античный восточно-иранский кочевой народ, входивший в союз дахов, вероятно, массагетской (скифской) группы. Обитали в античную эпоху от степей Приаралья и Мангышлака до северных склонов Копет-Дага. Письменные упоминания о парнах есть у Геродота, Страбона и у многих других античных авторов. Они упоминаются в составе персидского войска в битве при Гавгамелах. Наиболее известны тем, что из парнов происходил (и был их предводителем) Аршак — родоначальник династии Аршакидов, основатель парфянского государства.
У «скифского» народа массагетов царствовала династия массагетских Аршакидов. Армянский историк V века Егише упоминал то самое скифское племя апарнов или парнов, откуда вышла парфянская династия Аршакидов. Это племя апарнов жило в пределах области Баласакан-Каспиана. Парны были основной силой, на которую опирался Аршак при захвате области Парфия. В течение дальнейшей истории Парфии парны, равно как и все выходцы из дахов, являлись опорой парфянских царей.
В XVI веке Хамадуллах Казвини называет лежавший от устья Куры город Апаршахр, который и дает возможность установить место обитания этого племени по соседству с катишами (кадусиями) и гелами (поздние гилянцы). Возможно, что одна часть этого племени населяла район города Манавазакерта (Маназкерт) и по имени этого племени округ (гавар этого города) стал называться Апарhуник / Апаhуник. Наследственные правители этого округа — гавара — выдвинулись в качестве нахарарского рода Апахуник.